# Charlotte von Monaco

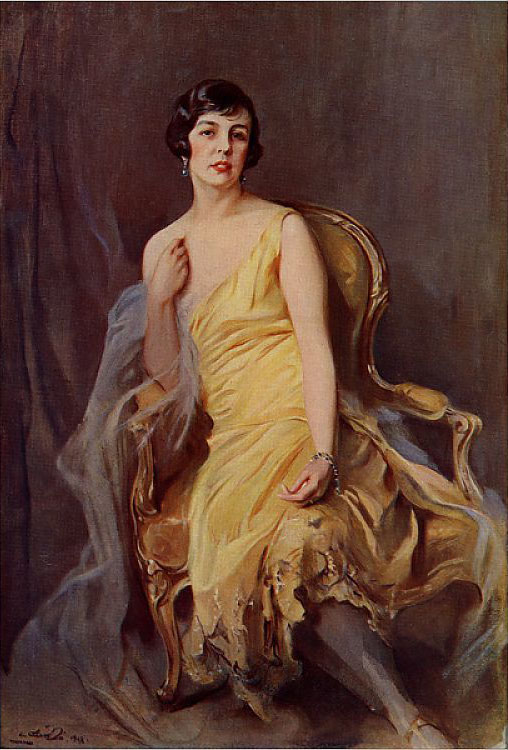
Charlotte von Monaco (1920er-Jahre)

Charlotte von Monaco (Charlotte Louise Juliette Grimaldi (geb. Louvet), Erbprinzessin von Monaco, Duchesse de Valentinois; * 30. September 1898 in Constantine, Algerien; † 16. November 1977 in Paris) war Erbprinzessin von Monaco und die Mutter des Fürsten Rainier III. von Monaco.

## Leben
Charlotte war die 1919 legitimierte uneheliche Tochter des späteren Fürsten Louis II. von Monaco (1870–1949) und der französischen Variété-Tänzerin Marie-Juliette Louvet (1867–1930). Hätte Louis Charlotte nicht als Erbprinzessin anerkannt, wäre das Fürstentum Monaco nach seinem Tod an einen Verwandten aus der Nebenlinie Urach des Hauses Württemberg, Herzog Wilhelm Karl von Urach, Sohn von Florestine von Monaco, gefallen. Durch fürstlich monegassische Verleihung erhielt Charlotte am 16. Mai 1919 in Paris den Titel einer Duchesse de Valentinois.
Ihr Gatte war Pierre Grimaldi, Duc de Valentinois (vormals Comte de Polignac), den sie am 19. März 1920 in Monaco heiratete. Tags zuvor hatte er durch fürstlich monegassischen Erlass den Namen und das Wappen der Grimaldis angenommen und in Primogenitur den Titel eines Duc de Valentinois erhalten. Der Ehe, die in Monaco am 18. Februar 1933 geschieden wurde, entstammten die 1920 in Paris geborene Prinzessin Antoinette von Monaco, Baronesse de Massy und der 1923 in Monaco geborene Rainier III. von Monaco.
Nach dem Tod von Fürst Albert I. von Monaco 1922 meldete Prinzessin Florestines erstgeborener Sohn, Wilhelm Karl von Urach, Thronfolgeansprüche an und begründete dies damit, dass seine Mutter bei ihrer Heirat nicht auf ihr Erbrecht verzichtet habe. Aber Frankreich, die Schutzmacht Monacos, bestand darauf, dass das monegassische Recht die weibliche Thronfolge nicht (prinzipiell) ausschließe. (Die frühere Regelung, wonach Monaco an Frankreich fiele, wenn es keine Thronerben der Grimaldis gäbe, wurde erst im zweiten monegassisch-französischen Abkommen von 2002 abgeschafft.) Um die Nachfolgeansprüche des Herzogs von Urach wirkungslos zu machen, verzichtete die legitimierte Prinzessin Charlotte bereits 1944, einige Jahre vor dem Tod ihres Vaters Louis II., zu Gunsten ihres Sohnes Rainier auf die Thronrechte, sodass dieser noch während der Regierungszeit seines Großvaters als Erbprinz installiert werden konnte. Nachdem Fürst Louis II. am 5. Mai 1949, kurz vor seinem Tod, seinem Enkel Rainier die Regierungsgeschäfte übertragen hatte, folgte ihm dieser wenige Tage darauf als Rainier III. in der Herrschaft über das Fürstentum nach.
Ein ehemaliger Strafgefangener, der über zwanzig Jahre jüngere René Girier (1919–2000), der als Juwelendieb verurteilt worden war, wurde der Geliebte der geschiedenen, nunmehrigen Fürstinmutter, Charlotte von Monaco. Sie lebte in Paris und in dem 1854 vom Haus Grimaldi erworbenen Schloss Marchais in der Picardie, wo sie auch begraben wurde.
Nach Charlotte von Monaco wurde Charlotte Casiraghi, die ältere Tochter von Caroline von Monaco, benannt.

## Nachkommen
- Prinzessin Antoinette von Monaco, Baronin von Massy (1920–2011) 1. ⚭ 1951–1954 Alexandre Nogués 2. ⚭ 1961–1972 Charles Rey 3. ⚭ Juli 1983 – September 1983 John Gilpin
- Prinz Rainier von Monaco, späterer Fürst Rainier III. (1923–2005) ⚭ 1929–1982 Grace Kelly